# Onthophagus ashanticola
Onthophagus ashanticola är en skalbaggsart som beskrevs av Frey 1973. Onthophagus ashanticola ingår i släktet Onthophagus och familjen bladhorningar. Inga underarter finns listade i Catalogue of Life.